# Сесілія Грецька
Сесілія Грецька і Данська (грец. Καικιλία της Ελλάδας και Δανίας 22 червня 1911, палац Татой, Аттика, Грецьке королівство — 16 листопада 1937, Бельгія) — принцеса Греції та Данії, дочка грецького принца Андрія; дружина Георга Донатуса, номінального великого герцога Гессенського і Рейнського; одна з старших сестер принца Філіпа, герцога Единбурзького, чоловіка королеви Єлизавети II.

## Біографія

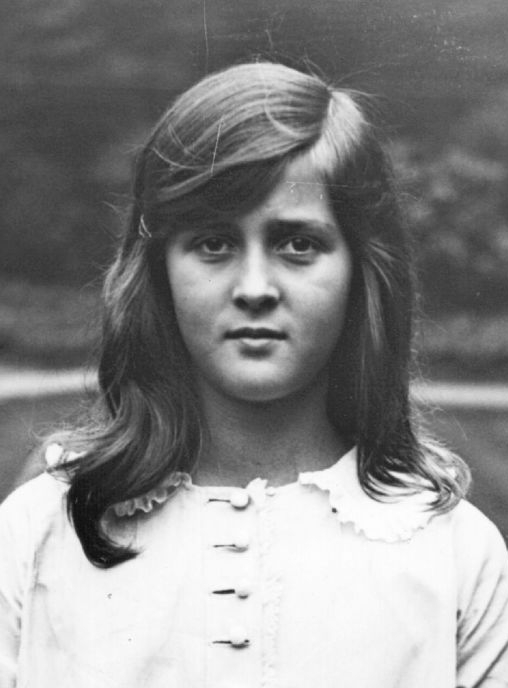
Сесілія у 11-річному віці

### Сім'я і раннє життя
Сесілія народилася 22 червня 1911 року в королівському палаці Татой, недалеко від Афін, третьою дочкою в сім'ї Андрія, принца Грецького і Данського і принцеси Аліси Баттенбергської. Старшими сестрами Сесілії були принцеси Маргарита і Теодора. У 1914 році народилася молодша сестра Софія, а через сім років брат Філіп, який в 1947 році уклав шлюб з майбутньою королевою Великої Британії Єлизаветою II. З боку батька Сесілія була онукою грецького короля Георга I і російської великої князівни Ольги Костянтинівни, з боку матері — принца Людвіга Олександра Баттенбергського і Вікторії Гессен-Дармштадтської. Аліса Баттенбергська доводилася рідною племінницею останній російській імператриці Олександрі Федорівні.
У 1917 році, після зречення короля Костянтина I, дядька принцеси, її батьки разом з дітьми, як і багато членів грецької королівської сім'ї, були змушені виїхати за кордон. Протягом наступних кількох років вони жили в Швейцарії. Після повернення на престол короля Костянтина I в 1920 році, родина принцеси ненадовго повернулася в Грецію і оселилася на віллі Мон Репос, розташованій на острові Корфу. Поразка грецької армії в Другій греко-турецькій війні призвела до повторного відсторонення від влади короля Костянтина. Принц Андрій був заарештований і, після суду над ним, відправлений, разом з сім'єю, у вигнання. Подружжя з дітьми залишило Грецію на англійському судні «Каліпсо». В еміграції родина проживала в Сен-Клу — в західному передмісті Парижа в будинку, який належав принцесі Марії Бонапарт дружині старшого брата батька Сесілії, принца Георга, графа Корфського. В цьому будинку принц Андрій з дружиною надавали підтримку грекам, що тікали в Париж .
Сесілія вважалася найкрасивішою дочкою в сім'ї і найбільш близькою до батька. Овдовіла данська королева Луїза планувала одружити з нею свого старшого онука, майбутнього короля Фредеріка IX, проте союз цей не відбувся; пізніше Фредерік одружився зі шведською принцесою Інгрід . У 1930 році мати Сесілії, принцеса Аліса перенесла важкий нервовий розлад. Їй був поставлений діагноз параноїдна шизофренія. Її помістили на примусове лікування в санаторій відомого психіатра Людвіга Бінсвангера в швейцарському місті Кройцлінген, де вона провела два роки. У 1930-31 роках всі дочки принца Андрія одружилися з представниками німецької аристократії. Ні на одному з весіль принцеса Аліса не була присутня. Перебуваючи в клініці і після, вийшовши з неї, вона не підтримувала зв'язків з дочками та іншими членами сім'ї аж до кінця 1936 року, спілкуючись в цей період лише зі своєю матір'ю Вікторією.

### Шлюб
У 18-річному віці Сесілія стала дружиною номінального наслідного великого герцога Гессенського Георга Донатуса, старшого сина великого герцога Ернста Людвіга від його другого шлюбу з Елеонорою Зольмс-Гогензольмс-Ліхською. Сім'я втратила гессенський престол після революції в 1918 році, але змогла зберегти чималий спадок. Цивільна церемонія шлюбу відбулася 23 січня 1931 року, релігійна — 2 лютого того ж року в Новому палаці, в місті Дармштадт. Церемонія була подвійна: спочатку за лютеранським обрядом (релігія нареченого), потім — за православним. Під час весілля вулиці міста були переповнені людьми, через що карета з нареченою і її батьком насилу дісталися до місця проведення церемонії. Майбутнє подружжя знали одне одного з дитинства завдяки хорошим відносинам між грецьким королівським будинком і сім'єю Баттенберг, яка була морганатичною гілкою Гессенського дому. Пара оселилася в замку Вольфсгартен, де принцеса народилв трьох дітей. У травні 1937 року подружжя вступило в Націонал-соціалістичну німецьку робітничу партію.

### Загибель
9 жовтня 1937 року після тривалої хвороби помер чоловік і старший син став номінальним великим герцогом, а Сесілія — номінальною великою герцогинею. Незабаром після цього молодший брат Георга Донатуса, принц Людвіг, мав одружитися з Маргарет Кемпбелл-Геддес, дочкою 1-го барона Геддеса в Лондоні. 16 листопада 1937 року Георг Донатус, разом з матір'ю, дружиною і двома синами сіли на літак. Поблизу міста Остенде в Бельгії літак врізався в фабричну трубу і впав на землю . Всі пасажири загинули. Згодом було встановлено, що на момент загибелі Сесілія була на восьмому місяці вагітності. Попри сімейну трагедію, весілля в Лондоні відбулося. На похоронах були присутні обоє батьків принцеси, які зустрілися вперше за шість років, після того, як стали жити окремо; похорон так само відвідали принц Філіп, лорд Луїс Маунтбеттен, Август Вільгельм Прусський, Бертольд Баденський і Герман Герінг.

Сесілія разом з чоловіком, синами і новорожденною дочкою

Людвіг Гессенський став главою династії і разом зі своєю дружиною удочерив єдину, що залишилася в живих, дочку покійного брата принцесу Йоганну. Дівчинка померла через двадцять місяців після смерті батьків від менінгіту. Її поховали поруч з батьками в усипальниці гесенської династії в парку Розенхєе.
В другому сезоні британського серіалу «Корона», який розповідає про життя британської королівської сім'ї, роль Сесілії виконала німецька акторка Леоні Бенеш.

### Діти
У шлюбі з Георгом Донатусом Сесілія народила трьох дітей, останки четвертого були знайдені серед уламків літака:
- принц Людвіг Ернст Андреас (25.10.1931 — 16.11.1937) — загинув разом з батьками;
- принц Олександр Георг Карл Генріх[en] (14.04.1933 — 16.11.1937) — загинув разом з батьками;
- принцеса Йоганна Марина Елеонора (20.09.1936 — 14.06.1939) — після смерті батьків була удочерена рідним дядьком Людвігом; померла від менінгіту.